# UMngeni
uMngeni es un municipio local sudafricano situado en el distrito de Umgungundlovu, en la provincia de KwaZulu-Natal.

## Superficie
uMngeni tiene una superficie de 1521 km².

## Demografía
En 2022, tenía 105 069 habitantes, una densidad poblacional de 69,09 hab./km², y 27 094 viviendas.